# Шмаков, Андрей Александрович (инженер)
Андрей Алекса́ндрович Шмаков (род. 11 ноября 1945 года, город Иркутск) — советский, российский инженер, педагог, специалист в области методики и технического обеспечения процесса подготовки специалистов по ракетной технике. Начальник Учебного центра ракетно-космической техники Южно-Уральского государственного университета (с 1973). Почётный работник высшего профессионального образования Российской Федерации (2001). Член-корреспондент Российской академии космонавтики имени К. Э. Циолковского.

## Биография
Родился в городе Иркутск 11 ноября 1945 года. Отец — А. А. Шмаков.
В 1967 году окончил Челябинский политехнический институт (ЧПИ), факультет «Двигатели, приборы и автоматы» (специальность — «ракетные двигатели»).
С 1967 года — работа в научно-исследовательской лаборатории «Динамика теплофизических процессов» при кафедре двигателей летательных аппаратов: старший, ведущий инженер.
С 1973 года — начальник «Лаборатории 100» ЧПИ (с 1994 года — Учебного центра ракетно-космической техники ЮУрГУ). Заведующий учебной лабораторией «Аэрокосмическая техника».
Член-корреспондент Российской академии космонавтики имени К. Э. Циолковского.
Автор ряда научных публикаций и учебных пособий по конструкции и технологии производства изделий ракетной техники. Один из авторов электронного проекта «Виртуальная энциклопедия морского ракетостроения» (2006).
Почётный работник высшего профессионального образования Российской Федераци (2001).
Награждён медалью Российской академии ракетных и артиллерийских наук «За заслуги в развитии вооружения и военной техники» (2002), медалями Федерации космонавтики России: имени Ю. А. Гагарина (1991), имени академика В. П. Макеева (1995), имени академика С. П. Королёва (1998), имени академика А. М. Исаева (2003).

## Избранные труды
- Шмаков А. А. (в соавт.) О звуковых колебаниях в обогреваемых каналах // Теплофизика высоких температур. — М. 1971. Т. 9. Вып. 5.
- Шмаков А. А. (в соавт.) Стоячие волны в каналах с поверхностным кипением // Динамика гидравлических систем. — Челябинск. 1972.
- Шмаков А. А. (в соавт.) Учебное пособие по конструкции двигательной установки БСР Д 43. — Челябинск. 1982.
- Шмаков А. А. Комплексная двигательная установка 11Д 430 космического аппарата «Янтарь». — Челябинск. 1983
- Шмаков А. А. (в соавт.) Композиционные материалы в ракетной технике: Учеб. пособие. Ч. 1. — Челябинск. 1990.[3]

## Оценки деятельности
В энциклопедиях «Челябинская область» и «Челябинск» констатируется, что основным результатом научно-практической деятельности А. А. Шмакова является «создание одного из лучших в России учебных центров ракетно-космической техники».